# Middendiertjes
De middendiertjes (Mesozoa) zijn een groep dieren zonder complete organisatie als de orgaandieren. Het zijn meercellige dieren zonder weefsels of organen en bestaan uit slechts enkele tientallen cellen. Ze vormen samen geen stam, alhoewel dat in eerste instantie wel werd gedacht.
De middendiertjes zijn onder te verdelen in:
- Placozoa (hoewel deze door sommigen tot de Parazoa worden gerekend)
- Rhombozoa